# Theridion grallator
La Theridion grallator, también conocida como araña hawaiana de la cara feliz , es una especie de  araña de la familia Theridiidae que reside en las islas hawaianas. La T. grallator recibe su nombre vernáculo de «araña hawaiana de cara feliz» por los patrones únicos superpuestos en su abdomen, concretamente los que se asemejan a una cara sonriente. La T. grallator es particularmente notable por su amplia gama de polimorfismos que pueden estudiarse para permitir una mejor comprensión de los mecanismos evolutivos. Además de la variedad de polimorfismos de color presentes, la T. grallator demuestra la interesante cualidad del cambio de color inducido por la dieta, en el que su apariencia cambia temporalmente a medida que metaboliza diversos alimentos. No es venenosa para los humanos.

## Descripción

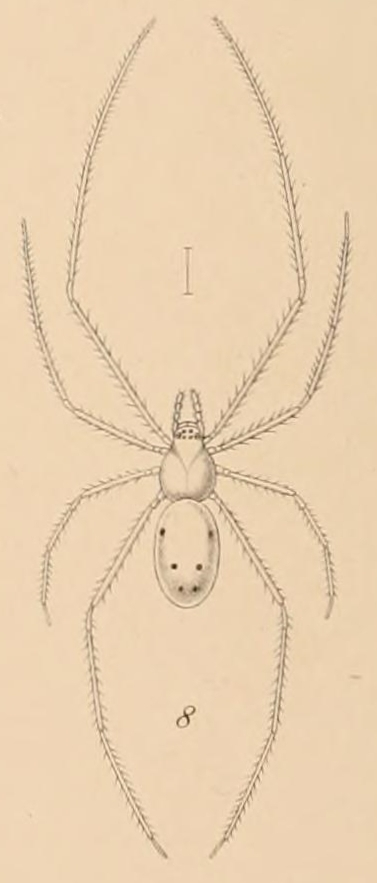
Hembra

La T. grallator es una araña pequeña con un cuerpo de menos de 5 milímetros de longitud. Tiene unas patas largas y delgadas y un cuerpo amarillo translúcido. Estas patas tan largas hacen que la T. grallator tenga la morfología corporal más divergente de todos los miembros de su clado. Esta característica única se produjo como resultado de un cambio ecológico o de comportamiento.
Su abdomen suele ser de color amarillo pálido y translúcido, y también puede contener diversos dibujos superpuestos de color rojo, blanco y/o negro. Ciertos morfos tienen un dibujo que se asemeja a una cara sonriente o a la cara de un payaso sonriente en su cuerpo amarillo, de ahí su nombre vernáculo. Estos dibujos varían de una isla a otra. Algunos carecen por completo de marcas abdominales. El color abdominal cambia de amarillo translúcido a verde o naranja, dependiendo de la dieta. La variedad de polimorfismos presentes en la T. grallator permite un beneficio evolutivo para evadir la depredación. Las arañas con despigmentación o colores y patrones polimórficos pueden evitar la depredación por aves que utilizan una imagen de búsqueda cuando escanean en busca de presas. Una imagen de búsqueda puede ser un morfo de color particularmente abundante, y los depredadores lo utilizarán como identificación de una posible presa.

### Cambios de color
Una característica clave de la T. grallator es la presencia de una gran variedad de morfos de color abdominal La proporción de morfos sin patrón y con patrón es relativamente constante a lo largo del año. También es constante entre y dentro de las poblaciones, independientemente del clima y la elevación, lo que indica algún tipo de selección que actúa para mantener estas proporciones. Aunque en todas las islas hawaianas, hay una frecuencia similar de los morfos discretos, hay diferentes bases genéticas para estos morfos entre las islas. Los diversos morfos se asignan a una serie de categorías generales que caracterizan el color abdominal y / o sus manchas estampadas. Estas categorías incluyen: Amarillo, Rojo anterior, Rojo posterior, Rojo anterior y posterior, Líneas rojas, Anillo rojo, Anillo negro, Anillo rojo/negro, Mancha roja, Mancha roja/negra y Blanco.

### Factores genéticos subyacentes a los cambios de color

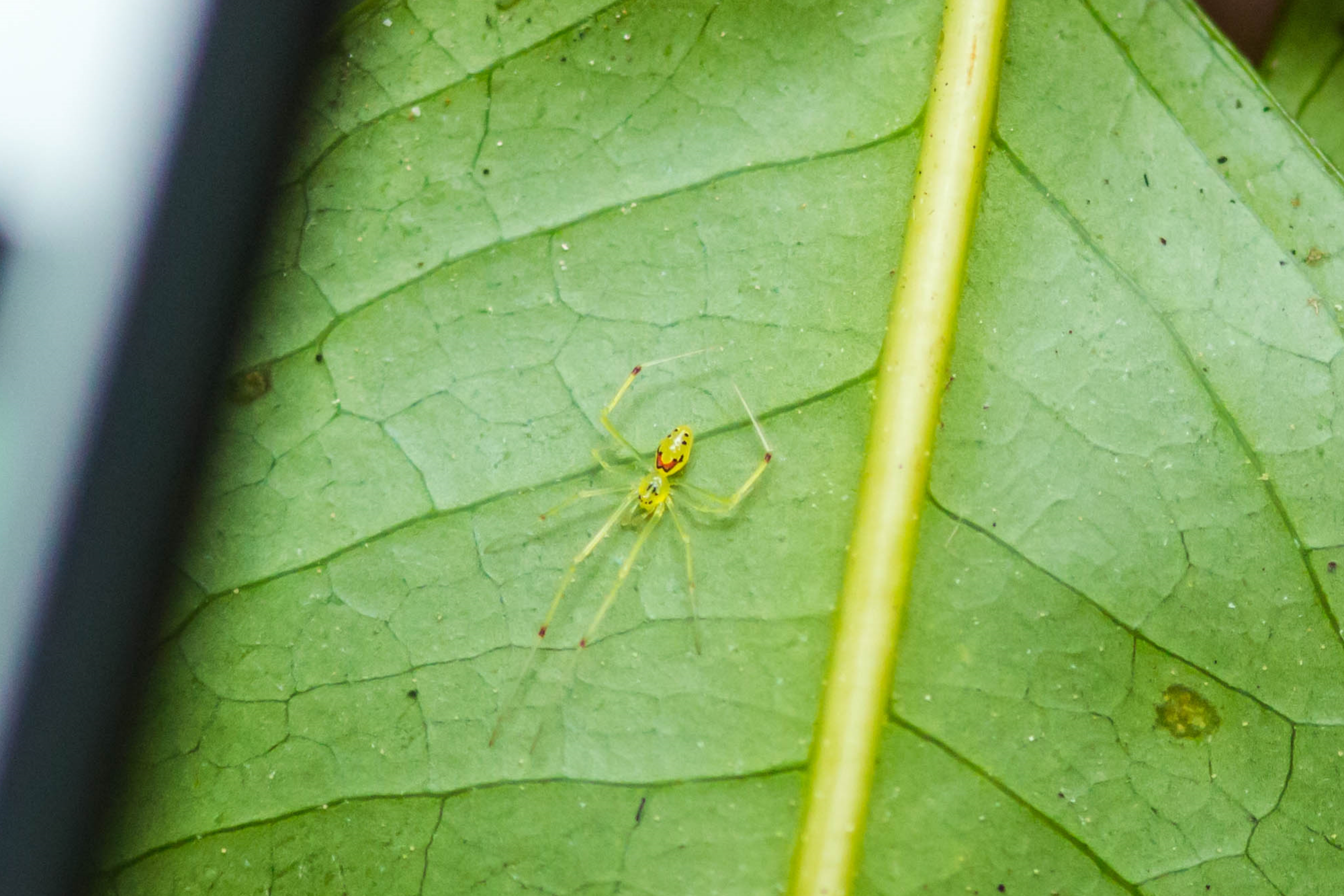
T. grallator con un patrón único en el abdomen

Estos polimorfismos de color siguen la genética mendeliana simple. El morfo más común es el amarillo, que constituye el 70% de las poblaciones. Los estudios genéticos de estos morfos han demostrado que el morfo amarillo, también conocido como el morfo «sin patrón», es recesivo a todos los morfos con patrón. Dentro de los morfos con patrón, la cantidad de pigmento presente en el abdomen está correlacionada con la dominancia del alelo asociado. Los alelos que están asociados con pigmentos negros, rojos o blancos están dispuestos en una estructura jerárquica y muestran efectos dominantes. Además, los morfos sin patrón son recesivos a los morfos con patrón. Por último, el blanco es dominante en casi todos los morfos. El morfo blanco se produce por un depósito masivo de guanina bajo la hipodermis, una estructura derivada del ectodermo. La presencia de este fondo blanco es beneficiosa cuando los morfos de colores brillantes son ventajosos. La guanina es el principal producto excretor nitrogenado de las arañas. Estos depósitos crean un fondo blanco entre los divertículos digestivos marrones, una estructura del intestino medio, y la hipodermis.Estos depósitos de guanina y su distribución dentro del cuerpo están bajo el control de un loci genético principal en T. grallator. Este locus genético principal está bajo el control de dos mecanismos. Estos dos mecanismos responden a la presencia o ausencia de guanina y envían señales químicas entre la hipodermis y los divertículos digestivos para ajustar la pigmentación del morfo. Además, estos dos mecanismos pueden funcionar de forma independiente o conjunta. El primer mecanismo opera inhibiendo el efecto de la guanina sobre la pigmentación; así, las zonas no pigmentadas contendrán una capa de guanina debajo. El segundo mecanismo funciona induciendo la guanina con la luz, lo que da lugar a la presencia de depósitos de guanina bajo las zonas no pigmentadas. La guanina sólo se encuentra bajo los pigmentos hipodérmicos rojos y negros que forman los distintos patrones de morfos. Las líneas blanca y roja presentan codominancia. No parece haber vinculación sexual en la distribución de morfos entre sexos.

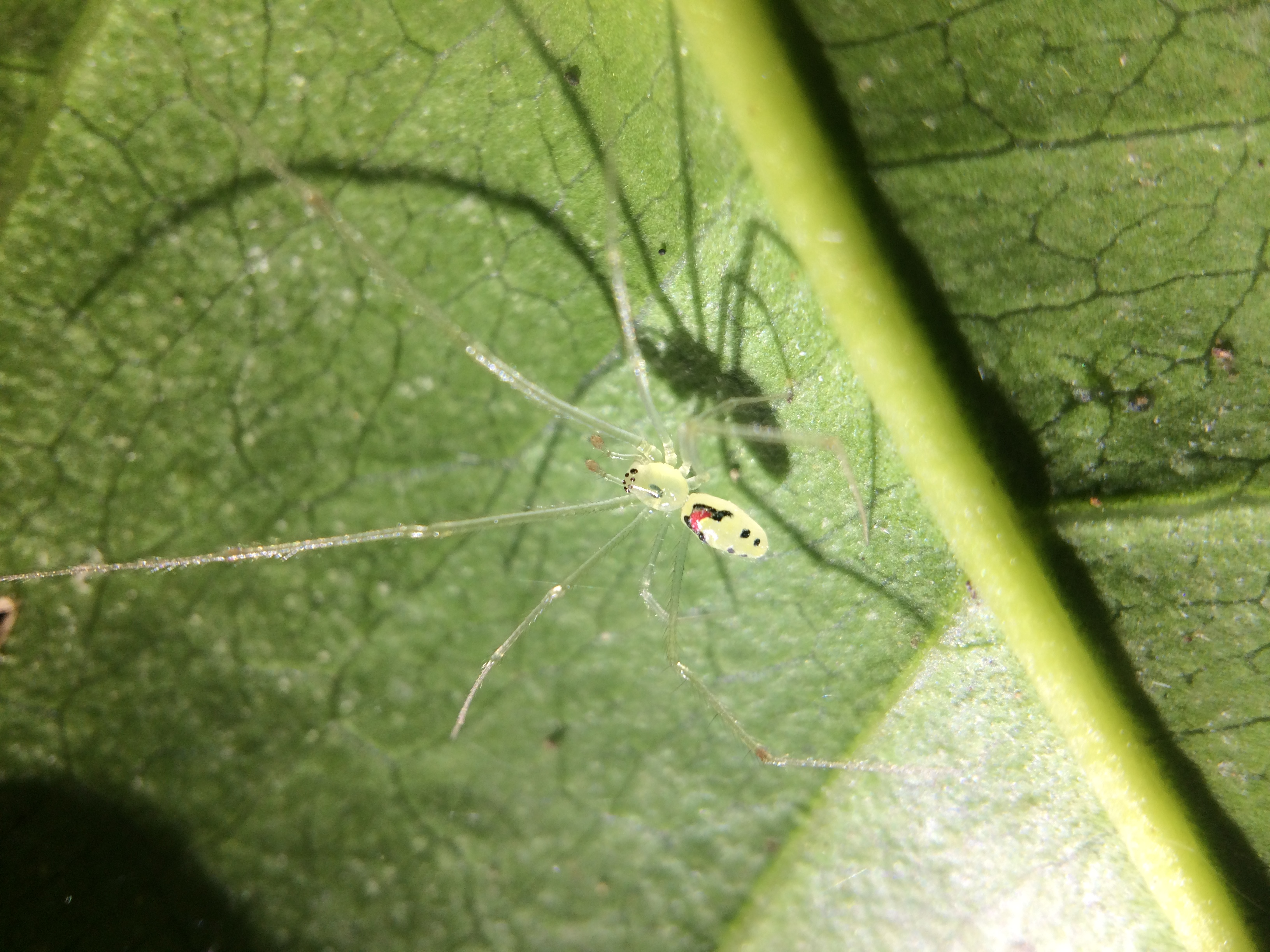
Morfo frontal rojo

La Theridion grallator es conocida por sus exuberantes patrones en el caparazón y el opistosoma (abdomen). Los morfos opistosómicos parecen estar dictados por alelos en un locus autosómico. La dominancia suele venir de la superposición de un patrón sobre el otro. El vínculo entre los loci puede ser responsable de la asociación entre los patrones del caparazón y los opistosómicos. Aunque existe la posibilidad de efectos pleiotrópicos de alelos en un locus concreto, no es probable dado el patrón asociado en el caparazón y el abdomen. Un ejemplo de ello es la pigmentación roja y negra del opistosoma con depósitos de guanina, que muestra el beneficio de los efectos visuales de estos polimorfismos de color.

## Estructura de la población, especiación y filogenia

### Familiares cercanos
Al menos nueve especies de las islas hawaianas han sido identificadas como miembros del clado T. grallator basándose en el análisis de los patrones genitales. Se cree que este clado fue colonizado desde América y está estrechamente relacionado con el género Exalbidion. Los parientes más cercanos de T. grallator son otras especies hawaianas, como Theridion posticatum, Theridion kauaiense y Theridion californicum. En T. grallator, así como en T. californicum, hay una forma poco llamativa (la amarilla en T. grallator) que es la más común y una variedad de formas menos comunes y aparentemente más llamativas. Este «clado T. grallator « puede estar más estrechamente relacionado con el género Exalbidion que con cualquier otra especie actualmente clasificada en el género Theridion. Los datos del reloj molecular estiman que T. grallator divergió por primera vez de sus ancestros alrededor de 4,22 Ma.
Se cree que la mayoría de los Theridion hawaianos están estrechamente relacionados, excepto la T. actitarase, que contiene una serie de rasgos comunes con el género Rugathodes relacionado. Los rasgos similares incluyen el órgano palpal y ciertas características genitales. Existe otra especie de Theridion, aún sin nombre, que también presenta rasgos distintos de la mayoría de los Theridion hawaianos . Sin embargo, esta especie sin nombre contiene algunas características que la asemejan al T. grallator, a saber, sus largas patas y la forma abdominal. Así pues, esta especie de Theridion sin nombre puede haber evolucionado bajo presiones evolutivas similares a las de T. grallator. A pesar de algunas variaciones en el aspecto corporal de las especies de Theridion, sigue habiendo uniformidad en el comportamiento sexual. También hay una gran uniformidad en el comportamiento y la estructura de construcción de telarañas. Ha habido mucho debate sobre cómo organizar los clados y construir una estructura filogenética apropiada de Theridiidae, y todavía se está trabajando para clasificar adecuadamente estas especies.

### Estructura genética de la población
Las bases genéticas de los morfos de color abdominal de T. grallator varían según la isla, a pesar de que los morfos de color abdominal reales tienen una apariencia idéntica en todas las islas. En Maui, los morfos de color de T. grallator se originan a partir de un locus, mientras que los de Hawái tienen al menos dos locus no vinculados implicados en los polimorfismos de color. Además, en Maui, todos los polimorfismos se atribuyen a alelos individuales, mientras que en Hawái hay dos pares de morfos de color que pueden depender de un solo locus que se expresa diferencialmente en machos y hembras. Uno de estos pares de morfos expresados diferencialmente son los frentes Amarillo y Rojo, donde el morfo se manifiesta fenotípicamente como Amarillo en las hembras pero Rojo en los machos. Del mismo modo, la mancha roja y el anillo rojo en las poblaciones de Hawai tienen una manifestación variada entre los sexos, con la mancha roja en las hembras y el anillo rojo en los machos. Lo más probable es que estas diferencias en los fenotipos se deban a la expresión diferencial y no al ligamiento entre sexos.
Los diferentes antecedentes genéticos en los morfos de color de T. grallator en Maui y Hawái se deben a la diferencia de edad de las dos islas y a su colonización. Maui surgió primero, seguida de Hawai. Debido a la presencia de algunos morfos selectivos por sexo en Hawai, un fenómeno no observado en Maui, es probable que se produjera un cambio en el patrón de herencia debido a presiones evolutivas. En la actualidad, hay muy poco intercambio de individuos entre las islas hawaianas, como muestra la distinta formación de clados monofiléticos en cada isla. A pesar de la diferencia en los antecedentes genéticos y el escaso intercambio de individuos, los apareamientos híbridos entre islas todavía pueden producir descendencia viable. Esto indica que T. grallator en Maui y Hawai no están demasiado diferenciados entre sí.

### Evolución y selección
El significado evolutivo de los polimorfismos de color de T. grallator es impreciso, pero existen presiones de selección que actúan sobre las distintas proporciones de los morfos. El morfo amarillo existe a veces en proporciones cercanas al 70% de la población total. La parte restante de la población muestra una variedad de morfos estampados. Esta alta inclinación hacia el morfo amarillo indica que debe haber un significado evolutivo en este polimorfismo específico. La teoría predominante para explicar este sesgo es la selección de depredadores. Dado que T. grallator reside en el envés de las hojas verdes, el morfo amarillo les proporciona cierto grado de visibilidad bajo la luz del sol. Esto les permite eludir mejor a los depredadores. Sin embargo, los otros polimorfismos de color siguen presentando ventajas a pesar de su menor frecuencia observada. Esto también puede explicarse en términos de depredación. Las hembras se benefician mucho más del morfo amarillo porque son en gran parte sedentarias, residiendo en sus hojas la mayor parte del tiempo. El macho de T. grallator es mucho más móvil y pasa gran parte de su tiempo en el suelo, buscando pareja. Sin el escudo de la hoja, el morfo amarillo no siempre será el más beneficioso para los machos; algunos morfos con patrones más raros proporcionan un mayor nivel de conspicuidad y permiten así a estos machos evadir a los depredadores. Así, cuando el morfo amarillo alcanza una frecuencia superior a la normal, las hembras del morfo amarillo pueden cambiar su preferencia por estos machos de patrón llamativo. Hasta que este morfo con patrón ya no proporcione una ventaja frente a los depredadores, las hembras continuarán poniendo su preferencia en estos morfos con patrón.

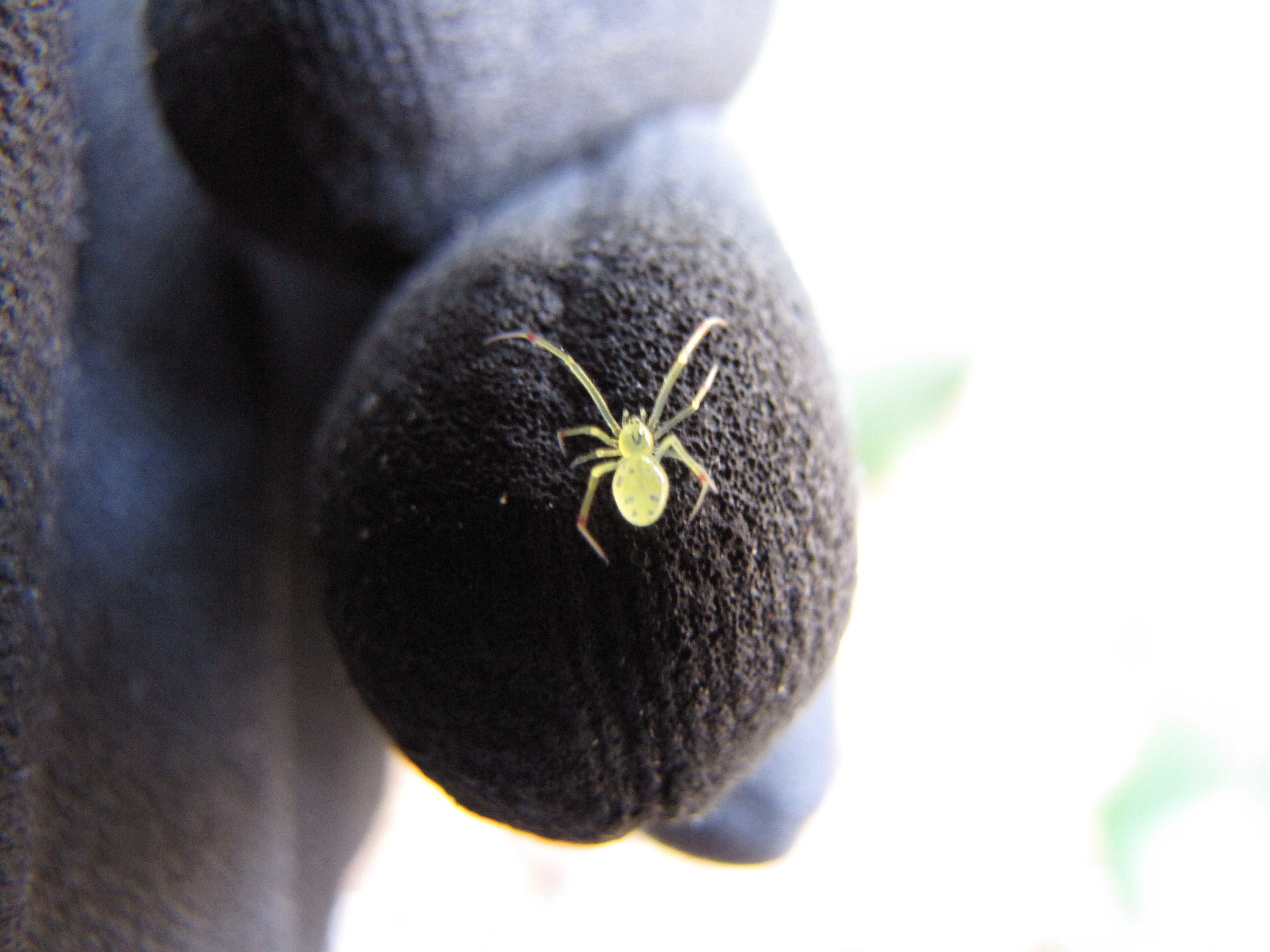
T. grallator en la mano con guante

La naturaleza en mosaico de las islas hawaianas ha permitido la diferenciación de variaciones de color y polimorfismos adaptativos. En los lugares más jóvenes hay menos diversidad genética y en los más antiguos la diversidad de haplotipos es mucho mayor.

## Hábitat y distribución

### Hábitat
La T. grallator habita en ambientes húmedos y mésicos. Los ambientes húmedos se definen como los que tienen una precipitación anual de 200 a 350 centímetros y los mésicos como los que tienen una precipitación anual de 100 a 200 centímetros. Estas arañas se encuentran en los bosques de las islas hawaianas y han sido encontradas en las islas de O'ahu, Moloka'i, Maui y Hawái. Prefieren vivir en el envés de las hojas de plantas como las autóctonas Broussaisia arguta y Clermontia arborescens y la introducida Hedychium coronarium. La H. coronarium es una planta especialmente táctica para residir, ya que sus hojas grandes y resbaladizas permiten a la T. grallator eludir mejor la depredación.
Estas arañas se han visto en kipukas, zonas que han estado rodeadas por flujos de lava. Sin embargo, no se encuentran en las coladas de lava que rodean la zona.

### Distribución geográfica

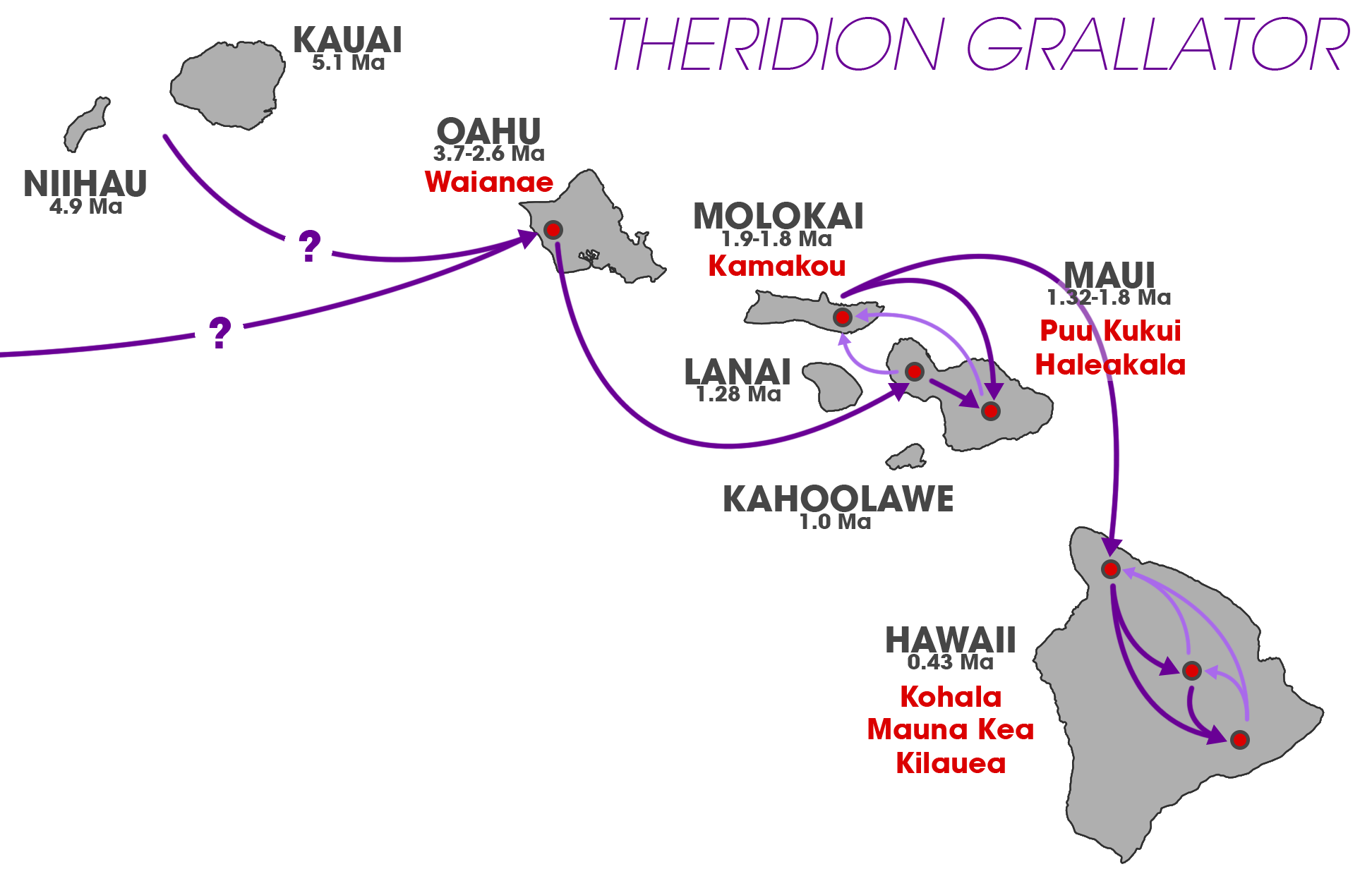
Rutas de colonización de Theridion grallator en el archipiélago hawaiano. Las líneas de color púrpura oscuro indican que la colonización se produjo junto con la edad de la isla. El morado claro indica una colonización inversa. T. grallator no está presente en Kauai o Niihau, por lo que la colonización puede haberse producido desde allí o desde el continente más cercano.

La T. grallator es endémica del archipiélago hawaiano. Se han descrito poblaciones escasamente distribuidas en Oʻahu, Molokaʻi, Maui y la isla de Hawaiʻi en bosques húmedos a elevaciones de 300-2.000 m.
La proporción de morfos de color varía entre las islas de Maui y Hawái. En Maui, el patrón más común es el frontal rojo, que contiene una «U» roja en el dorso anterior. Los patrones de color opisotoma amarillo, frontal rojo, mancha roja y anillo rojo se encuentran tanto en machos como en hembras de T. grallator en Maui. Sin embargo, en Hawái, estos morfos son selectivos en cuanto al sexo, apareciendo el amarillo y el rojo en las hembras únicamente y el rojo frontal y el rojo anular sólo en los machos. El frente amarillo y rojo, así como la mancha roja y el anillo rojo están controlados por los mismos alelos en hembras y machos, respectivamente.

## Alimentación

### Cambio de color inducido por la alimentación
La araña de T.grallator puede cambiar de color dependiendo de su dieta. Este cambio de color puede ocurrir debido a la cualidad translúcida de sus abdómenes. El opistotoma de T. grallator, como en la mayoría de las arañas, es delgado y por lo tanto relativamente transparente. Debido a la naturaleza transparente de su opistotoma, las sustancias de la dieta pueden ser observadas dentro del cuerpo. Normalmente, los productos digestivos aparecen de color marrón oscuro-negro. En ocasiones, diversos pigmentos procedentes de los subproductos de la dieta se depositan en la hipodermis de T. grallator. Estos pigmentos pueden surgir si confieren ventajas selectivas - los pigmentos pueden tener un tono apagado o vibrante. Un cambio de color común es del amarillo translúcido al naranja, muy probablemente debido al alto nivel (aproximadamente 70%) de consumo dietético de dípteros. Al consumir otros tipos de presas, el T. grallator puede cambiar temporalmente a otros colores, como el marrón oscuro. Los pigmentos de color pueden retenerse en el abdomen de dos a seis días. Una vez digerido y excretado el alimento, el color del abdomen vuelve a su amarillo pálido translúcido original.

### Alimentación depredadora adulta
Las arañas T. grallator no utilizan telarañas para capturar presas, por lo que no siguen el método de sentarse y esperar de las arañas constructoras de telarañas. En lugar de ello, buscan alimento libremente, viajando a menudo a las hojas cercanas para capturar insectos. Durante la captura de presas, la araña T. grallator utiliza su seda. Entre las presas más comunes se encuentran Dolichopodidae y Drosophilidae. No existe correlación entre la preferencia por las presas y las especies de hojas residentes. Sin embargo, dependiendo de la especie de hoja residente, la T. grallator puede mostrar un comportamiento depredador diferente. Por ejemplo, en las hojas de Hedychium, estas arañas son más agresivas hacia sus presas a pesar de tener a menudo una tasa de captura de presas más baja en comparación con la residencia en otras especies de plantas.

## Depredadores
Se han observado orugas carnívoras del género Eupithecia atacando a la T. grallator. En las islas hawaianas hay varias especies de Eupithecia que se alimentan de T. grallator. Estas orugas se posan sobre las hojas y pueden atacar a las arañas que entran en contacto con los extremos de sus cuerpos. Cuando es atacada, T. grallator intenta morder a la oruga y huir.
La Eleutherodactylus coqui es una especie invasora de rana originaria de Puerto Rico que se alimenta de la T. grallator. Se detectó en Hawái en la década de 1980.

## Telarañas
La T. grallator vive bajo las hojas de las plantas, donde teje una telaraña bidimensional relativamente pequeña. Las telarañas suelen encontrarse en el envés de las hojas y, ocasionalmente, en las grietas de los árboles. Las telarañasde T. grallator suelen ser muy endebles e incluso enmarañadas. Esto es muy típico de las arañas Theridiidae. T. grallator construye telarañas pequeñas mucho más endebles que las de la mayoría de los Theridiidae. Las telarañas no son muy utilizadas, lo que puede ser el resultado de las presiones evolutivas del clima hawaiano que hicieron que estas telarañas fueran desventajosas. El alto nivel de precipitaciones daña el pegamento de los hilos de seda de la telaraña, lo que provoca una captura ineficaz de las presas. En lugar de utilizar la telaraña como medio de detección de presas, la T. grallator las detecta mediante vibraciones que la especie presa transmite a través de la hoja residente. La araña es entonces capaz de discernir la localización y orientación de estas presas.
A menudo, la construcción de pequeñas telarañas se asocia a una especialización en el tipo de presa, pero no se ha observado que éste sea el caso de T. grallator. Durante el día, las arañas de T. grallator se aferran fuertemente al envés de las hojas para eludir la depredación de las aves espigadoras. Por la noche, cuando las aves depredadoras diurnas están dormidas, estas arañas cuelgan de hilos de seda bajo la hoja. Aunque la T. grallator muestra un uso mínimo de las telarañas, puede utilizar su seda para capturar presas. La T. grallator percibe la presa mediante vibraciones y se orienta cerca de la presa que le interesa. Entonces, la araña se da la vuelta rápidamente y lanza su seda sobre la presa para desenredarla. La seda consiste en una sustancia pegajosa que permite una captura eficaz de la presa. Además, las arañas T. grallator maternas pueden utilizar las telarañas para proteger sus sacos de huevos o almacenar las presas que han capturado para sus crías.

## Reproducción y ciclo de vida
Durante la última muda de una hembra de T. grallator, un macho maduro puede compartir una hoja con ella. Una vez que la hembra completa su muda, el macho copula con ella. Unas semanas después de la cópula, la hembra deposita sus sacos de huevos y permanece unida a ellos por un corto hilo de seda hasta que los huevos eclosionan. Cuando los sacos de huevos estén listos para eclosionar, la hembra materna T. grallator soltará la seda que envuelve los huevos para permitir la salida de las arañas.
Las poblaciones de T. grallator fluctúan estacionalmente en términos de tamaño y sexo de las arañas. Durante los meses de invierno, concretamente de octubre a marzo, hay una mayor proporción de arañas pequeñas e inmaduras. En primavera, de mayo a agosto, aumenta el número de adultos en la población, la mayoría de los cuales son hembras maternas. De hecho, hasta el 85% de la población puede estar formada por hembras con sacos de huevos en estos últimos meses.
Existe una variación en las frecuencias de morfos entre individuos maduros e inmaduros de T. grallator. Las arañas maduras no presentan los patrones negros o granates que se observan en las arañas jóvenes. Además, el morfo de la mancha roja, caracterizado por un pigmento rojo que cubre todo el abdomen, tiene una frecuencia mucho mayor en las T. grallator adultas. Por lo tanto, se puede deducir que los patrones negros y granates de las arañas jóvenes se convierten en patrones de manchas rojas una vez que maduran y se convierten en adultos.

## Apareamiento

### Interacciones entre hembras y machos
Los machos maduros se mueven activamente por la vegetación del bosque en busca de las hembras, que suelen ser más sedentarias. El cortejo depende principalmente de las vibraciones y el olfato. Por ejemplo, los machos pueden llevar a cabo una danza de cortejo que implica movimientos somáticos y arrancar telarañas. Estas vibraciones durante el cortejo son evaluadas por las hembras potenciales. La cópula se produce por la noche, mientras ambas arañas cuelgan del envés de la hoja. Los machos mueren poco después del apareamiento, pero las hembras viven más tiempo y cuidan de sus huevos hasta que eclosionan, capturando presas para sus crías.
Además, se ha observado un fenómeno de ventaja de los machos raros durante el apareamiento. Las hembras pueden preferir un macho más raro por muchas razones. Por ejemplo, una forma menos común puede eludir mejor la depredación. Esta forma rara puede ser seleccionada y aumentará en número hasta que deje de proporcionar una ventaja discreta frente a los depredadores: un ejemplo de selección apostática, que es un tipo de selección negativa dependiente de la frecuencia. La ventaja se eliminará cuando los depredadores empiecen a reconocer este patrón más raro y, por tanto, empiecen a dirigirse a estos morfos con patrones. Este fenómeno de la ventaja de apareamiento de los machos raros puede actuar con más fuerza sobre los machos reproductores que sobre las hembras, porque los machos son mucho más móviles durante la época reproductiva.
Además, la T. grallator pertenece a una familia de arañas con niveles muy bajos de agudeza visual. Por ello, la preferencia de las arañas hembra por los machos con estos patrones más raros no se atribuye a su atractivo físico, sino a la ventaja que suponen frente a los depredadores. De hecho, debido a su escasa visión, los machos cortejan a las hembras mediante señales vibratorias y olfativas.

## Cuidado parental

### Protección de los huevos
Una hembra materna de T. grallator es notablemente agresiva contra los intrusos justo después de la eclosión de sus crías, mientras está guardando su saco de huevos. Debe proteger a sus crías de la depredación, de las avispas parásitas y de la posibilidad de que la hoja residente se caiga. Una vez que las arañitas han eclosionado, la hembra materna continúa defendiendo y cuidando a sus crías. La madre demuestra un cuidado maternal excepcional, ya que alimenta comunitariamente a todas las arañitas y las protege de los depredadores. Las crías permanecen en la misma hoja con su madre entre 40 y 100 días. Las crías son incapaces de cazar sus propias presas durante este primer periodo de su vida y mueren en ausencia de la madre. La madre envuelve en su seda todas las presas que atrapa y nunca se observa que las consuma.
Este comportamiento agresivo de vigilancia mejora el éxito reproductivo debido a la susceptibilidad de los sacos de huevos a la depredación. Si una T. grallator materna muere o abandona su saco de huevos, éste es capturado por un depredador en menos de una semana. Cuando una T. grallator materna guarda y permanece con su saco de huevos, la tasa de éxito de eclosión es del 57,2%. Esto demuestra la ventaja de proteger el saco de huevos.

### Adopción
Las madres adoptan los sacos de huevos con aceptación. Cuando las crías se transfieren de una nidada a otra, las nuevas madres «adoptan» a estas crías en su familia y las cuidan como si fueran suyas. La adopción de crías puede ocurrir si la madre emparentada se ha perdido. La pérdida de la madre suele deberse a la depredación o a la vejez. Las arañitas que pierden a su madre abandonan la hoja en la que viven dejándose caer por un hilo de seda o trepando por el tallo de la planta. Estas arañitas pueden intentar sobrevivir solas, pero a menudo migran a otras hojas y se unen a otra cría. Las madres son muy receptivas a la hora de adoptar arañas jóvenes, independientemente de su color. Además, la falta de competencia dentro de una nidada contribuye a la facilidad de aceptación de las arañuelas adoptadas.

### Conflicto entre padres y crías
El conflicto entre padres e hijos puede producirse a costa de que las madres vigilen a sus crías. Cuando una hembra materna de T. grallator tiene una segunda cría, debe permanecer con la primera durante un periodo de tiempo tras la eclosión debido a la incapacidad de las arañas para alimentarse por sí mismas. Así, la segunda cría puede verse comprometida debido a la necesidad de inversión parental de la primera.

## Comportamiento social
Las hembras adultas suelen ser sedentarias y se sitúan en el envés de las hojas, mientras que los machos suelen ser más móviles, ya que pueden desplazarse en busca de pareja. Así, debido a la movilidad de los machos, a menudo resultan más llamativos para los depredadores. Las hembras grávidas y las hembras que custodian los sacos de huevos nunca compartirán una hoja con otros adultos de T. grallator.
No se ha observado competencia por los recursos alimenticios entre miembros de la misma nidada. Tampoco se ha observado siblicidio ni canibalismo.

## Parasitismo
T. grallator experimenta altas tasas de parasitismo por avispas del género Baeus. También se ha observado que estas avispas parasitan a otras arañas, como Clubiona robusta. El parasitismo contribuye a una alta tasa de mortalidad de los huevos. El pequeño tamaño de los huevos de la avispa puede explicar las altas tasas de parasitismo de estas arañas. Las madres pueden tener dificultades para detectar si sus sacos de huevos han sido parasitados. El comportamiento parasitariode las Baeus ocurre incluso cuando la madre vigila sus huevos.